# Windenergieerlass
Ein Windenergieerlass ist ein durch die deutschen Bundesländer verfasster Erlass, in welchem die Rahmenbedingungen für die Windenergienutzung in dem jeweiligen Bundesland geregelt wird. Vor allem die Bereiche Planungs- und Naturschutzrecht werden durch den jeweiligen Erlass geregelt. Er stellt damit ein Leitfaden für den regionale Windenergienutzung dar. Ein Ziel eines Windenergieerlasses sei unter anderem ein möglichst umwelt- und sozialverträglicher Ausbau der Windenergienutzung.

## Regelungen nach Ländern
Baden-Württemberg
Im Jahr 2011 hat die grüne Landesregierung unter Ministerpräsident Winfried Kretschmann einen neuen Windenergieerlass eingeführt. Dieser führte zu einem starken Windkraftausbau. In Baden-Württemberg ist der Bau von Windenergieanlagen in Waldflächen zulässig.
Bayern
In Bayern ist der Bau von Windenergieanlagen in Waldflächen zulässig.
Berlin
Der Bau von Windenergieanlagen in Waldflächen ist in Berlin verboten.
Brandenburg
In Brandenburg ist der Bau von Windenergieanlagen in Waldflächen zulässig.
Bremen
Der Bau von Windenergieanlagen in Waldflächen ist in Bremen verboten.
Hamburg
Der Bau von Windenergieanlagen in Waldflächen ist in Hamburg verboten.
Hessen
In Hessen ist der Bau von Windenergieanlagen in Waldflächen zulässig.
Mecklenburg-Vorpommern
Der Bau von Windenergieanlagen in Waldflächen ist in Mecklenburg-Vorpommern verboten.
Niedersachsen
Der aktuelle Windenergieerlass des Landes Niedersachsen ist vom 24. Februar 2016. In ihm wird festgelegt, dass keine Windenergieanlagen im Wald und in Naturschutzgebiete errichtet werden dürfen.
Nordrhein-Westfalen
Die aktuelle Ausgabe des nordrhein-westfälischen Windenergieerlass (Erlass für die Planung und Genehmigung von Windenergieanlagen und Hinweise für die Zielsetzung und Anwendung (Windenergie-Erlass)) stammt vom 8. Mai 2018. In Nordrhein-Westfalen ist der Bau von Windenergieanlagen in Waldflächen zulässig. Dies ist erstmals durch einen neuen Windenergieerlass 2011 sowie den Waldleitfaden 2012 durch die damalige rot-grüne Landesregierung ermöglicht worden.
Rheinland-Pfalz
In Rheinland-Pfalz ist der Bau von Windenergieanlagen in Waldflächen zulässig.
Saarland
Im Saarland ist der Bau von Windenergieanlagen in Waldflächen zulässig.
Sachsen
Der Bau von Windenergieanlagen in Waldflächen ist in Sachsen verboten.
Sachsen-Anhalt
Der Bau von Windenergieanlagen in Waldflächen ist in Sachsen-Anhalt verboten.
Schleswig-Holstein
Der Bau von Windenergieanlagen in Waldflächen ist in Schleswig-Holstein verboten.
Thüringen
Der aktuelle Erlass zur Planung von Vorranggebieten „Windenergie“, die zugleich die Wirkung von Eignungsgebieten haben (Windenergieerlass) stammt vom 21. Juni 2016. Dieser erlaubt die Errichtung von Windkraftanlagen in Waldgebieten.